# Eisenerzgrube Porta
Die Eisenerzgrube Porta war ein Bergwerk im Wiehengebirge südlich der ostwestfälischen Stadt Minden an der Porta Westfalica. In dem von 1935 bis 1967 existierenden Betrieb baute man das ein bis zwei Meter mächtige, eisenerzhaltige Wittekindsflöz ab, dieses bildet die oberste Schicht des Portasandsteins.

## Geschichte
Die Geschichte der Erzgrube Porta geht auf das Jahr 1935 zurück, als die Klöckner-Werke AG im Zuge der Autarkie-Bestrebungen im Versuchsbergbau das so genannte Wittekindsflöz im Wiehengebirge untersuchte.
Das Wiehengebirge ist ein Mittelgebirge, welches sich von dem westlichen Taleinschnitt (die Porta-Westfalica) der Weser aus bis in das Osnabrücker-Land erstreckt. Nicht weit von dort ist die Stadt Minden gelegen, zu der heute durch das Bielefeld-Gesetz Teile des Erzgrubengebietes gehören. Weitere Teile befinden sich auf dem Grund der Städte Porta Westfalica und Bad Oeynhausen.
Durch Förderprogramme zu Beginn des 3. Reiches stieg das Interesse am Bergbau im Wiehengebirge bei Minden wieder an. Die Klöckner Werke AG war durch Übernahme der Georgsmarienhütte in Besitz der für Bergbau verliehenen Felder gekommen. Man begann 1935 dann mit einem Versuchsbetrieb den vorläufigen Abbau. Der Betrieb befand sich am Königsberg in Minden-Häverstädt, der neue Stollen wurde nur wenige Meter, etwas unterhalb des alten Königsberger-Stollen aufgefahren.
Der neue Häverstädter-Stollen erreichte bei 100,5 Metern an Weihnachten 1935 das Wittekindsflöz. Von dort aus fuhr man dann in östliche und westliche Richtung die Stollensohle auf, einige Aufhauen dienten der Bewetterung. Die Rentabilität des Betriebes dort war nun so hoch eingestuft worden, dass man plante, einen weiteren Stollen bei Dehme aufzufahren, um so das Flöz der Talsohle über eine untere Grundstrecke, bei etwa 55 Metern über NN zu erschließen.
Der Stollen bei Dehme wurde Weserstollen getauft, etwas weiter oberhalb am Südhang, bei circa +155m NN fuhr man dann den Wittekindstollen auf. Der Weserstollen diente fortan als Hauptwetter-, Förder- und Entwässerungsstollen. Vorerst wurde mittels einer Seilbahn das Erz vom Wittekindsstollen hinunter zum Weserstollen im Bereich der heutigen B 61 gefördert. Später sollte dies durch den neuen Hauptförderstollen, dem Peckelohstollen geschehen.
Von der damaligen Deutschen Reichsregierung wurde eine höhere Inlandsförderung gefordert. Die Umstände der Eisenerzzeche Porta führten zu dem Plan, eine Großanlage mit 2 Millionen Tonnen Jahresförderung zu erbauen. Kurzerhand gründete man eine Gewerkschaft, welche den Betrieb übernehmen sollte. Der Betrieb wurde fortan unter dem Namen Eisenerzzeche Gewerkschaft Porta weitergeführt.

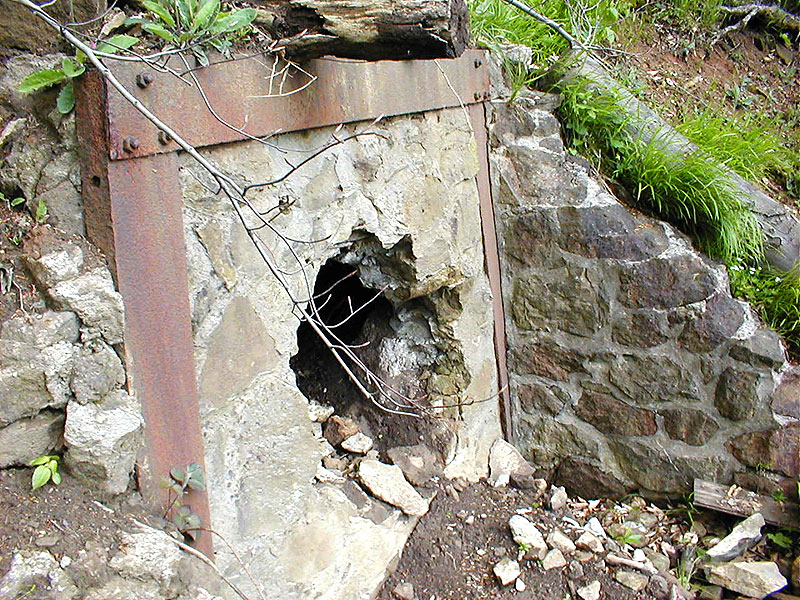
Stollenmundloch des Denkmalstollen der Eisenerzgrube Porta (von 1941)

Um das gewünschte Ziel eines Großbergwerkes im Wiehengebirge bei Minden zu erreichen, wurden in kürzester Zeit verschiedene Stollen aufgefahren. Im Niveau der unteren Grundstrecke, der Weserstollensohle, von 1937 bis 1940 der 730 m lange Peckelohstollen, der bis unter das Gelände des heutigen Potts-Parks reichte, im Niveau der oberen Grundstrecke, der Häverstädter-Stollensohle 1937 und 1938 der circa 215 m lange Dützer-Stollen sowie der circa 260 m lange Biemker-Stollen in Minden-Haddenhausen. Im Jahr 1941 kam der letzte 130 m lange Denkmalstollen auf der Südseite des Gebirges dazu.
Während der Bauphase des Großbergwerkes diente der Dützer-Stollen ab 1938 nach seiner Fertigstellung als Hauptförderstollen, bis 1940 der Peckelohstollen komplett aufgefahren war, an dessen Mundloch auch die neuen Außengebäude der Grube erbaut wurden. Um auch das Wittekindsflöz (die erzhaltige Schicht im Wiehengebirge) unterhalb des Gebirges zu erreichen, plante man außerdem einen Schacht. So wollte man das Flöz im Tiefbau über zwei Grundstrecken, beziehungsweise Stollensohlen abbauen.

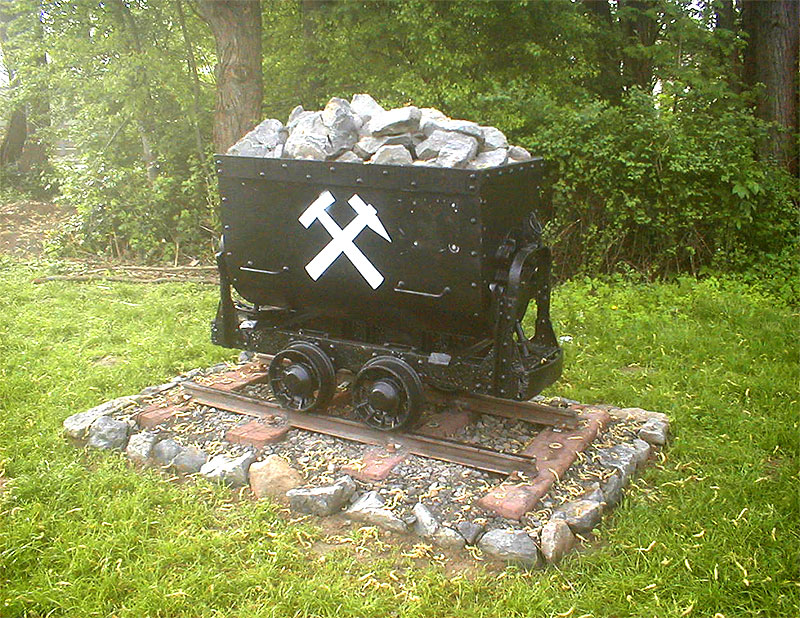
Denkmal zur Erinnerung an den Eisenerzbergbau bei Häverstädt

Im Jahr 1938 begann man mit dem Teufen des ersten Schachtes. 1939 hatte er seine Endteufe von 317 m erreicht. Die 1. Tiefbausohle war bereits teilweise aufgefahren und die 2. in Arbeit, als durch einen plötzlichen Wassereinbruch auf der 1. Tiefbausohle der komplette Schacht unter Wasser gesetzt wurde. Danach konzentrierte man sich auf den Abbau über die zwei Grundstrecken. Durch den Einbruch des Wassers in den Schacht versiegte auch die Wittekindsquelle bei der Wittekindsburg.
Nun wurde verstärkt in den vorhandenen Stollen abgebaut. Durch den Krieg ging die Jahresförderung von rund 600.000 t auf 20.000 t zurück. Dennoch beschäftigte die Zeche circa 500 Arbeiter. Nach einer kurzen Betriebspause durch den Krieg wurde Anfang der 1950er Jahre weiter gefördert. Die Mitarbeiterzahl war zwar inzwischen auf circa 330 geschrumpft, aber es reichte, um 50 % der 600.000 t Jahresförderung zu erreichen.
So wurde im Bereich Barkhausen ab 1957 eine Tiefbausohle aufgefahren, die sich weiter nördlich unter dem Niveau der Weserstollensohle befand. Zu einem größeren Abbau in diesem Bereich kam es jedoch nicht, da Ende der 1950er Jahre die große Krise im Deutschen Erzbergbau einsetzte und sich der Abbau von geringerwertigen Erzen nicht mehr rentierte. Die Stilllegung erfolgte 1962. Am Dützer-Berg wurde von 1961 bis 1967 noch unter und über Tage Kalksandstein abgebaut.

## Erzbergbau an der Porta heute

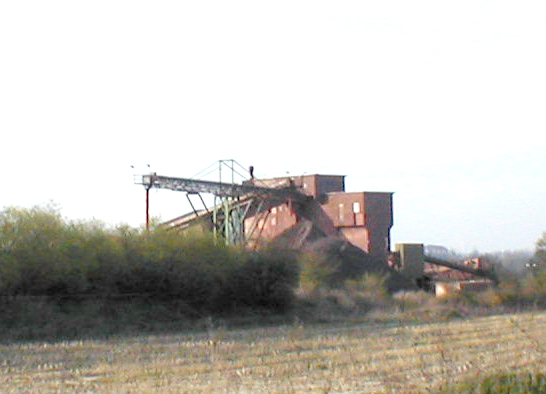
Grube Wohlverwahrt-Nammen, Zechengelände in Nammen

Das letzte heute noch fördernde Bergwerk im Mindener Revier ist die Barbara Erzbergbau GmbH in Porta Westfalica-Nammen, mit der Grube Wohlverwahrt-Nammen. Das Erzbergwerk in Nammen ist im Übrigen nicht nur das Letzte der Region, sondern auch die letzte noch betriebene Eisenerzgrube in ganz Deutschland.
Anfang 2008 wurde das verwaltende Mutterunternehmen, die Barbara Rohstoffbetriebe GmbH, zum größten Teil aus Nammen nach Langenfeld verlegt. Die Barbara Erzbergbau GmbH ging im Jahr 2003 aus der Rohstoffbetriebe GmbH hervor, die Erzbergbau GmbH wurde fortan mit dem aktiven Betrieb vertraut und die Rohstoffbetriebe GmbH ist seither nur für Verwaltung und Rechtsnachfolge, sprich Altlasten, verantwortlich. Die Barbara Erzbergbau GmbH wurde Ende 2006 an den Steinbruchbetreiber Wesling verkauft, der dem aktiven Bergbau an der Porta Westfalica neuen Aufschwung verspricht. Seit dem 7. April 2008 ist der 1994 stillgelegte Gleisanschluss der Mindener Kreisbahnen an der Grube wieder reaktiviert worden.

## Relikte vergangener Tage

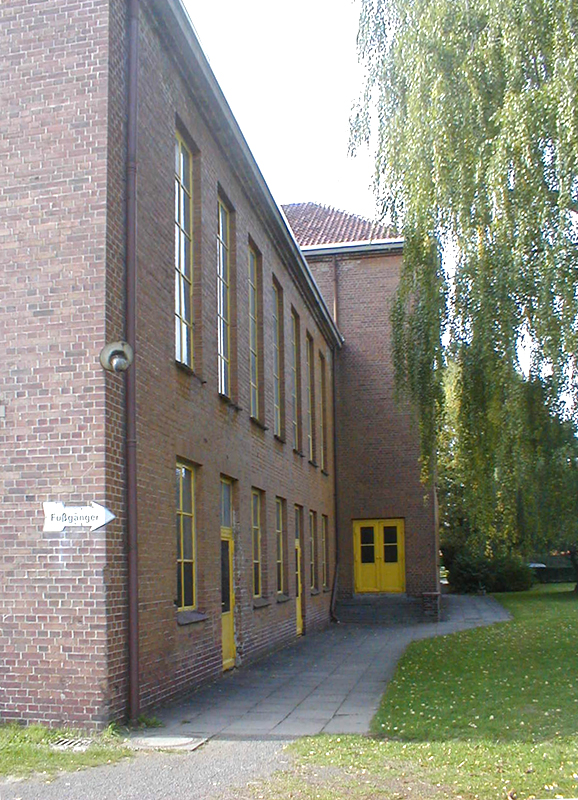
Das ehemalige Brechergebäude der Eisenerzgrube Porta

Zeugen und Zeugnisse der vergangenen Zeit finden sich nicht leicht, geschulte Augen bemerken hin und wieder etwas beim Wandern. Der heutige „Potts Park“ (Freizeitpark) dürfte wohl das offensichtlichste Bauwerk aus der Grubenzeit auf dem westlichen Weserufer sein, hier wurde auch einst ein Besucherbergwerk geplant, jedoch wurde die Idee nach Eröffnung des Besucherbergwerks Kleinenbremen in Porta Westfalica wieder verworfen.
An der Wittekindsburg auf der Dehmerseite des Gebirges gibt es die durch den Bergbau versiegte Wittekindsquelle in deren Nähe sich ein noch immer für Wanderer sichtbarer Stolleneingang befindet. Von Erkundungstouren in alten Bergwerken, ohne fachkundigen Führer und spezielle Ausrüstung wird nicht ohne Grund abgeraten. Man gefährdet nicht nur sehr leicht sein Leben, sondern stört womöglich auch die Tierwelt, welche sich dort entwickelt hat. Die ehemaligen Zugänge zu der Grube Porta sind mittlerweile durch das Bergamt Kamen verschlossen worden; so kann niemand sich in den alten Anlagen verletzen.
Entlang der Wanderwege durch die Wälder des Wiehengebirges lässt sich hier und da auch noch ein Stück Vergangenheit aus dem Bergbau finden, wie zum Beispiel ein vermauertes Stollenmundloch oder ein alter Wetterschacht.
Sämtliche Tagesöffnungen wurden wie bereits beschrieben verschlossen; so bleibt der Nachwelt nur die Erinnerung in Form von erhaltenen Tagesanlagen, Dokumenten und Fotos.
Im Potts Park (Freizeitpark) in Minden-Dützen sind noch heute weite Teile der ehemaligen Außenanlagen der Erzgrube erhalten geblieben. In einigen der Bergwerksgebäude sind heute Attraktionen des Parks untergebracht, die anderen montanhistorischen Monumente, wie das Verwaltungs- oder Brechergebäude können nur von außen in Augenschein genommen werden.

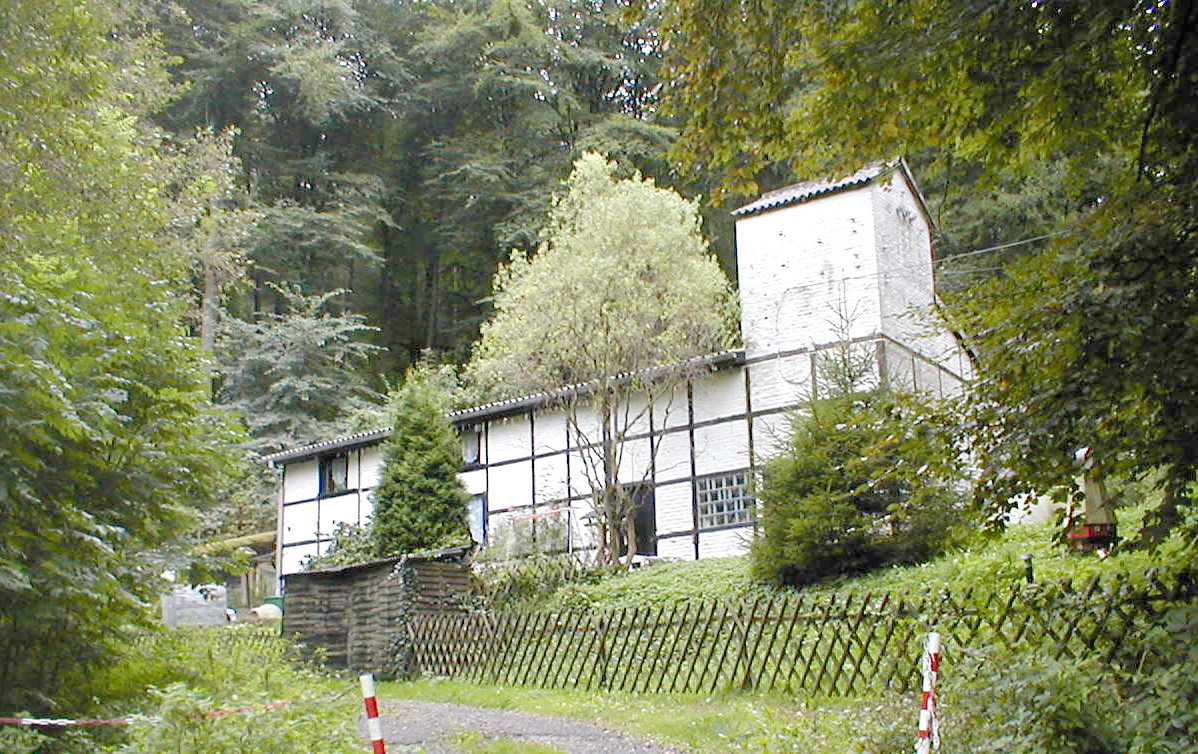
Das ehem. Kompressorgebäude der Eisenerzgrube Porta am Königsberg in Häverstädt

Am Königsberg in Minden-Häverstädt finden auch heute noch interessierte Wanderer im Weser- und Wiehengebirge einige der alten Bergwerksgebäude aus den Anfängen von 1935. Sehr gut erhalten und als Wohnhaus umfunktioniert ist das Kompressorgebäude. Leider stand dieses Relikt vergangener Tage mehrere Jahre leer, wodurch sich sein Zustand nicht verbesserte. Infolgedessen und aus ungeklärter Ursache brannte am 30. August 2011 das stark heruntergekommene Gebäude bis auf die Grundmauern aus. Die Werkstatt sowie das kleine Steigerhaus verfallen langsam.
Ebenfalls stößt man beim Wandern auf der Südseite in Dehme auf die Fundamentreste der Seilbahn, die einst das Erz zu den Lkw an die Straße förderte. Ihr unterster Teil ist für viele Autofahrer an der B61 zu erkennen, hier sind an einem kleinen Parkplatz noch Betonreste vorhanden.
Von der Strecke der Reichsbahn, die bis zur Erzgrube Porta führte, ist zwar nicht mal mehr eine Schiene übrig, jedoch eine Brücke über die Weser, sowie eine Brücke über die Portastraße in Barkhausen und ein Teil der Bahntrasse in Form eines Dammes im Häverstädterfeld. Der ehemalige Bahnhof steht noch heute etwas abseits in Häverstädt und beherbergt einige Firmen und Wohnungen.